# Blaesodactylus
Blaesodactylus — рід геконоподібних ящірок родини геконових (Gekkonidae). Представники цього роду є ендеміками Мадагаскару.

## Види
Рід Blaesodactylus нараховує 6 видів:
- Blaesodactylus ambonihazo Bauer, Glaw, Gehring & Vences, 2011
- Blaesodactylus antongilensis (Böhme & Meier, 1980)
- Blaesodactylus boivini (A.M.C. Duméril, 1856)
- Blaesodactylus microtuberculatus Jono, Brennan, Bauer & Glaw, 2015
- Blaesodactylus sakalava (Grandidier, 1867)
- Blaesodactylus victori Iniech, Glaw & Vences, 2016

## Етимологія
Наукова назва роду Blaesodactylus походить від сполучення слів дав.-гр. βλαισος — зігнутий, викривлений і δακτυλος — палець.